# Provincia de Antofagasta
La provincia de Antofagasta es una de las 3 provincias que conforman la región de Antofagasta, ubicándose al poniente de esta. Tiene una superficie de 65 987 km² (la más grande de la Región de Antofagasta), posee una población de 318 779 habitantes y su capital provincial es el puerto de Antofagasta.

## Economía
En 2018, la cantidad de empresas registradas en la provincia de Antofagasta fue de 10.972. El Índice de Complejidad Económica (ECI) en el mismo año fue de 0,82, mientras que las actividades económicas con mayor índice de Ventaja Comparativa Revelada (RCA) fueron Reparación de Maquinaria para Industria Textil, de la Confección, del Cuero y del Calzado (53,08), Fabricación de Cojinetes, Engranajes, Trenes de Engranajes y Piezas de Transmisión (39,75) y Agencias de Noticias (33,69).

## Comunas
Actualmente, la provincia está constituida por 4 comunas:  
| Código | Comuna       | Capital      | Superficie (km²) | Población (2017) | porcentaje de la población total de la provincia de Antofagasta (%) |
| ------ | ------------ | ------------ | ---------------- | ---------------- | ------------------------------------------------------------------- |
| 02101  | Antofagasta  | Antofagasta  | 30 718,1         | 361 873          | 90,73%                                                              |
| 02102  | Mejillones   | Mejillones   | 3 803,9          | 13 467           | 3,38%                                                               |
| 02103  | Sierra Gorda | Sierra Gorda | 12 886           | 10 186           | 2,55%                                                               |
| 02104  | Taltal       | Taltal       | 20 405,1         | 13 317           | 3,34%                                                               |

## Antes de la Regionalización
La antigua provincia de Antofagasta abarcaba toda la actual región homónima. Fue creado a partir de territorio que había sido de Bolivia antes de la Guerra del Pacífico más el Departamento de Taltal, que pertenecía a la Provincia de Atacama. La provincia fue creada oficialmente en 1888.
Esta división administrativa se mantuvo hasta 1975.

## Autoridades
Las autoridades son nombradas directamente por el Presidente de la República y se mantienen en su cargo mientras cuenten con su confianza.

### Gobernador Provincial (1990-2021)

Logotipo de la Gobernación de Antofagasta hasta 2021.

Las siguientes personas ejercieron como gobernadores provinciales desde que se implementó la regionalización.
| Gobernador(a)                 | Partido | Partido | Inicio                  | Final                   | Presidente(a) | Presidente(a)           |
| ----------------------------- | ------- | ------- | ----------------------- | ----------------------- | ------------- | ----------------------- |
| Luis Hernán Pavez Saa         |         | PPD     | 11 de marzo de 1990     | 11 de marzo de 1994     |               | Patricio Aylwin         |
| Tomislav Ostoic Ostoic        |         | Ind.    | 11 de marzo de 1994     | 11 de marzo de 2000     |               | Eduardo Frei Ruíz-Tagle |
| Augusto Montenegro Araya      |         | PS      | 11 de marzo de 2000     | 26 de diciembre de 2001 |               | Ricardo Lagos           |
| Cristián Pizarro Pavez        |         | PS      | 28 de diciembre de 2001 | 10 de diciembre de 2004 |               | Ricardo Lagos           |
| Jacqueline Barraza Venegas    |         | PS      | 14 de diciembre de 2004 | 11 de marzo de 2006     |               | Ricardo Lagos           |
| Arnaldo Gómez Ruiz            |         | PDC     | 11 de marzo de 2006     | 13 de junio de 2008     |               | Michelle Bachelet       |
| Jorge Arangua Coustasse       |         | PDC     | 13 de junio de 2008     | 11 de marzo de 2010     |               | Michelle Bachelet       |
| Pablo Toloza                  |         | UDI     | 17 de marzo de 2010     | 24 de abril de 2012     |               | Sebastián Piñera        |
| Constantino Zafirópulos Bossy |         | RN      | 24 de mayo de 2012      | 25 de agosto de 2013    |               | Sebastián Piñera        |
| Mauricio Muñoz Burgos         |         | RN      | 27 de agosto de 2013    | 11 de marzo de 2014     |               | Sebastián Piñera        |
| Hernán Vargas Canivilo        |         | PS      | 11 de marzo de 2014     | 18 de marzo de 2014     |               | Michelle Bachelet       |
| Fabiola Andrea Rivero Rojas   |         | Ind.    | 19 de marzo de 2014     | 11 de marzo de 2018     |               | Michelle Bachelet       |
| Luis Garrido Ampuero          |         | UDI     | 11 de marzo de 2018     | 13 de abril de 2018     |               | Sebastián Piñera        |
| Katherine López Rivera        |         | UDI     | 14 de mayo de 2018      | 20 de noviembre de 2020 |               | Sebastián Piñera        |
| Nalto Espinoza                |         | UDI     | 20 de noviembre de 2020 | 14 de julio de 2021     |               | Sebastián Piñera        |

### Delegados Presidenciales Provinciales (Desde 2021)
Actualmente la provincia de Antofagasta no posee un Delegado Presidencial Provincial. Con la nueva ley de descentralización, las gobernaciones de las capitales regionales se extinguen junto con las intendencias, generando una fusión en sus equipos de trabajo, pasando a conformar la Delegación Presidencial Regional, a cargo del Delegado presidencial regional de Antofagasta. Por lo cual no existe una Delegación presidencial provincial de Antofagasta.